# جيرو دي سيسيليا
جيرو دي سيسيليا (بالإنجليزية: Giro di Sicilia)‏ هو سباق دراجات هوائية،  من صنف سباق المرحلة ‏،  يُقام بشكل سنوي، وقد أُقيم أول موسم منه في 1907 في إيطاليا. وفاز به كارلو جاليتي. توقف السباق بعد نسخة 1977، حتى أعيد إحياؤها من قبل آر سي إس سبورت في عام 2019.

## قائمة الفائزين
| السنة | الفائز                | الثاني                    | الثالث                |
| ----- | --------------------- | ------------------------- | --------------------- |
| 1907  | Carlo Galetti ‏        | لويجي جانا                | Umberto Zoffoli ‏      |
| 1908  | Carlo Galetti ‏        | Pierino Albini ‏           | Ernesto Azzini ‏       |
| 1926  | Domenico Caratozzolo ‏ | Francisco Gambino ‏        | Gianbattista Gilli ‏   |
| 1929  | نيكولا مامينا ‏        | Leonida Frascarelli ‏      | Albino Binda ‏         |
| 1932  | نيكولا مامينا ‏        | Attilio Pavesi ‏           | Antonio Nicolosi ‏     |
| 1936  | Francesco Patti ‏      | Ernesto Zuppa ‏            | Alfredo Mazzocchetti ‏ |
| 1939  | Remo Cerasa ‏          | Francesco Patti ‏          | جيوفاني كورييري       |
| 1948  | Francesco Patti ‏      | Marcello Spadolini ‏       | Vitaliano Lazzerini ‏  |
| 1949  | دينو روسي ‏            | Sergio Pagliazzi ‏         | Angelo Fumagalli ‏     |
| 1950  | Donato Zampini ‏       | Giacomo Zampieri ‏         | Arigo Padovan ‏        |
| 1951  | بريمو فولبي           | Francesco Patti ‏          | Ugo Fondelli ‏         |
| 1953  | Elio Brasola ‏         | Pietro Giudici ‏           | Luigi Mastroianni ‏    |
| 1954  | Ugo Massocco ‏         | Livio Isotti ‏             | Giovanni Roma ‏        |
| 1955  | Gilberto Dall'Agata ‏  | Franco Franchi (cyclist) ‏ | Renzo Accordi ‏        |
| 1956  | Pierre Polo ‏          | Luciano Ciancola ‏         | والتر سيرينا          |
| 1957  | Alberto Emiliozzi ‏    | Alfredo Sabbadin ‏         | Giuseppe Cainero ‏     |
| 1958  | Carlo Azzini ‏         | Gianbattista Milesi ‏      | Antonino Catalano ‏    |
| 1958  | Diego Ronchini ‏       | Noè Conti ‏                | Mario Mori ‏           |
| 1959  | Loris Guernieri ‏      | Federico Galeaz ‏          | Noè Conti ‏            |
| 1960  | Giorgio Tinazzi ‏      | Aurelio Cestari ‏          | Idrio Bui ‏            |
| 1973  | Enrico Maggioni ‏      | Michele Dancelli ‏         | إنريكو باوليني        |
| 1974  | روجر دي فلايمينك      | باتريك سيركو              | مارينو باسو           |
| 1977  | جوزيبي ساروني         | Pierino Gavazzi ‏          | كارميلو بارون         |

### 2000 إلى الوقت الحاضر
| السنة | الفائز           | الثاني             | الثالث           |                 |
| ----- | ---------------- | ------------------ | ---------------- | --------------- |
| 2019  | براندون ماكنولتي | ويليام مارتن       | فوستو ماسنادا    |                 |
| 2020  | تم إلغاء السباق  | تم إلغاء السباق    | تم إلغاء السباق  | تم إلغاء السباق |
| 2021  | فينتشينزو نيبالي | أليخاندرو بالبيردي | Alessandro Covi ‏ |                 |
| 2022  | داميانو كاروسو   | ألكساندر سيبيدا    | لويس مينتيس      |                 |
| 2023  | أليكسي لوتزينكو  | لويس مينتيس        | فينتشنزو ألبانيز |                 |
| 2024  | تم إلغاء السباق  | تم إلغاء السباق    | تم إلغاء السباق  | تم إلغاء السباق |

## وصلات خارجية
- الموقع الرسمي